# Saint-Germain-de-Grantham
Saint-Germain-de-Grantham è un comune del Canada, situato nella provincia del Québec, nella regione di Centre-du-Québec.